# Liên minh thuế quan
Một liên minh thuế quan (tiếng Anh: customs union) thường được định nghĩa là một loại hình khối thương mại bao gồm một khu vực mậu dịch tự do với một mức thuế quan đối ngoại chung (common external tariff). Các liên minh thuế quan được thành lập thông qua các hiệp định thương mại, trong đó các nước tham gia thiết lập chính sách ngoại thương chung (trong một số trường hợp, họ sử dụng các hạn ngạch thương mại khác nhau). Chính sách cạnh tranh chung cũng hữu ích để tránh việc thiếu cạnh tranh.
Mục đích thành lập một liên minh thuế quan thường bao gồm nâng cao hiệu quả kinh tế và thiết lập các mối quan hệ chính trị và văn hóa chặt chẽ hơn giữa các nước thành viên. Đây là giai đoạn thứ ba của hội nhập kinh tế.
Mọi cộng đồng kinh tế, liên minh thuế quan và tiền tệ và liên minh kinh tế và tiền tệ đều bao gồm một liên minh thuế quan.

## Đặc điểm chính
Đặc điểm chính của liên minh hải quan là các nước thành viên không chỉ loại bỏ các rào cản thương mại và thực hiện thương mại tự do, mà còn thiết lập một mức thuế quan đối ngoại chung. Nói cách khác, ngoài việc đồng ý loại bỏ các rào cản thương mại của nhau, các thành viên của liên minh hải quan còn áp dụng các chính sách thương mại và thuế quan đối ngoại chung. GATT quy định rằng nếu liên minh thuế quan không được thành lập ngay mà được hoàn thiện dần dần trong một khoảng thời gian thì liên minh này phải được hoàn thành trong một khoảng thời gian hợp lý, thường không quá 10 năm.

## Danh sách liên minh thuế quan

Liên minh Thuế quan Liên minh Châu Âu
Liên minh Thuế quan Á Âu
Cộng đồng Đông Phi
Liên minh Kinh tế và Tiền tệ Tây Phi
Liên minh Thuế quan Nam Phi
Cộng đồng Kinh tế và Tiền tệ Trung Phi
Mercosur
Cộng đồng Andes
Cộng đồng Caribe
Thị trường chung Trung Mỹ
Hội đồng Hợp tác Vùng Vịnh
Thụy Sĩ–Liechtenstein
Liên minh Thuế quan Vương quốc Anh–Lãnh địa vương quyền

### Hiện nay
| Liên minh                                                       | Ngày có hiệu lực | Tài liệu tham khảo  |
| --------------------------------------------------------------- | ---------------- | ------------------- |
| Cộng đồng Andes (CAN)                                           | 25/5/1988        | L/6737              |
| Cộng đồng Caribe (CARICOM)                                      | 1/1/1991         |                     |
| Thị trường chung Trung Mỹ (CACM)                                | 6/10/2004        | WT/REG93/R/B/2      |
| Thị trường chung Đông và Nam Phi (COMESA)                       | 1/1/2005         |                     |
| Cộng đồng Đông Phi (EAC)                                        | 1/1/2005         | WT/COMTD/N/14       |
| Liên minh Kinh tế và Tiền tệ Tây Phi (CEMAC)                    | 1/6/1999         |                     |
| Liên minh Thuế quan Á Âu (EACU)                                 | 1/7/2010         |                     |
| Liên minh Thuế quan Liên minh Châu Âu (EUCU; EU–Monaco)         | 1958             |                     |
| ∟ Liên minh thuế quan EU–Andorra                                | 1/7/1991         | WT/REG53/M/3        |
| ∟ Liên minh thuế quan EU–San Marino                             | 1/4/2002         |                     |
| ∟ Liên minh thuế quan EU–Thổ Nhĩ Kỳ                             | 1/1/1996         | WT/REG22/M/4        |
| Hội đồng Hợp tác Vùng Vịnh (GCC)                                | 1/1/2015         |                     |
| Israel–Chính quyền Dân tộc Palestine                            | 1994             | [ 13 ] [ 14 ]       |
| Thị trường chung Nam Mỹ (MERCOSUR)                              | 29/11/1991       | WT/COMTD/1/Add.17   |
| Liên minh Thuế quan Nam Phi (SACU)                              | 1910             | WT/REG231/3         |
| Thụy Sĩ–Liechtenstein (CH-FL)                                   | 1924             |                     |
| Cộng đồng Kinh tế và Tiền tệ Trung Phi (WAEMU)                  | 10/1/1994        | WT/COMTD/N/11/Add.1 |
| Liên minh Thuế quan Vương quốc Anh–Lãnh địa vương quyền (UK-CD) | 26/11/2018       | UK CD CU            |

### Đề xuất
- 2010  Cộng đồng Phát triển Nam Phi (SADC)
- 2011 Cộng đồng Kinh tế Các quốc gia Trung Phi (ECCAS)
- 2015  Liên minh Thuế quan Ả Rập (ACU)[18]
- 2023  Cộng đồng Kinh tế châu Phi (AEC)